# Michel Ier de Sivas
Michel ou Michael Ier de Sivas ou Sebastanc‘i (en arménien Միքայել Ա Սեբաստացի) est Catholicos de l'Église apostolique arménienne de 1564 à 1570.

## Biographie
Michael, né à Sivas ou Sébaste, fut d’abord coadjuteur de son prédécesseur Étienne V de Salmast. Il avait dirigé de facto le siège d’Etchmiadzin pendant le long voyage de ce dernier en Europe. Devenu lui-même Catholicos en titre en 1564, il est dans l’obligation de faire face aux ambitions des Catholicos rivaux  d'Aghthamar et d’Albanie du Caucase.
Le Catholicos Michel Ier est toutefois demeuré à juste titre célèbre pour sa contribution à la culture arménienne.
En 1562, après avoir consulté son clergé lors d’une réunion au monastère Saint-Nichan de Sivas, le coadjuteur Michel envoie au pape Pie IV une délégation conduite par le « scribe »  Abgar de Tokat pour évoquer certaines questions théologiques. Le Pape demande une nouvelle fois que les Arméniens acceptent le catholicisme. Le Catholicos accepte de reconnaître la primauté de l’Église catholique, mais une fois encore rien de concret ne sort de cette mission.
Abgar de Tokat prolonge son séjour en Italie et est autorisé par le Doge à venir à Venise pour s’initier à l’imprimerie afin de produire des livres en arménien. En 1564, avec l’aide de son fils Sultan Shah qui est rebaptisé plus tard Marc-Antoine, il imprime le Harnapumtur dumari, un calendrier perpétuel, et le Sagmos, un psautier. Abgar « Tibir », ayant encouru la disgrâce papale et jugeant trop lourde la censure de l’Église catholique, repart d’Italie et se fixe en 1567 à Constantinople où il publie avec l’aide d’un moine nommé Hotor six nouveaux livres en arménien jusqu’en 1569. À partir de ce moment, les imprimeries arméniennes se multiplient à Venise, à Rome, à Constantinople, à Etchmiadzin, à Ispahan et à Amsterdam. L'œuvre la plus importante et de toutes la meilleure fut la publication illustrée de la Bible par l'évêque Oskan d’Erevan à Amsterdam, en 1666.
Michel Ier de Sivas a dû s’adjoindre plusieurs coadjuteurs : Basile ou Barsegh III d’Etchmiadzin, qui avait déjà été celui de son prédécesseur depuis 1549 et qui meurt vers 1567, puis son futur successeur Grégoire XII de Vagharchapat (1552-1570), qui lui succède comme Catholicos de 1570 à 1587, Aristakès IV de Vagharchapat (1555-1563), et enfin Étienne VI d’Aindj (1567-1575).